# Gioioso ritorno
Gioioso ritorno è un dipinto del pittore Vincenzo Irolli.
Il dipinto, firmato in basso a destra, è tra le più importanti opere del pittore.
Il quadro appartiene al primo periodo dell'artista, senza dubbio il momento più felice nell'arco dell'attività del maestro napoletano, quando ancora era influenzato dalla straordinaria pittura del maestro Antonio Mancini.

## Esposizioni
Esposto alla mostra a cura di Piero Dini alla Galleria d'Arte Spinetti di Firenze nei mesi di settembre e ottobre del 1974 e pubblicato sul catalogo “Maestri dell'Ottocento italiano”.
Esposto alla Mostra “Donne Donne” presso il Castello di Masnago di Varese dal 14 giugno al 31 agosto 2008 

## Pubblicazioni
Pubblicato sul catalogo Bolaffi nº 5 del 1974 alla pagina 225
Riprodotto nel 1° volume della “Storia della pittura Italiana dell'Ottocento” di Mario Monteverdi alla tav. 26 – Bramante Editrice – 2ª edizione, 1984